# Charca la Torre
Charca la Torre este o arie protejată (arie de protecție specială avifaunistică — SPA) din Spania întinsă pe o suprafață de 2,14 ha, integral pe uscat.

## Localizare
Centrul sitului Charca la Torre este situat la coordonatele 39°32′35″N 5°54′09″W / 39.543056°N 5.9025°V.

## Înființare
Situl Charca la Torre a fost declarat arie de protecție specială avifaunistică în decembrie 2004 pentru a proteja 9 specii de animale.

## Biodiversitate
Situată în ecoregiunea mediteraneană, aria protejată nu include niciun habitat protejat.
La baza desemnării sitului se află mai multe specii protejate:
- păsări (8): fluierar de munte (Actitis hypoleucos), rață mare (Anas platyrhynchos), Bubulcus ibis, barză neagră (Ciconia nigra), pescăruș negricios (Larus fuscus), pescăruș râzător (Larus ridibundus), corcodel mic (Tachybaptus ruficollis), nagâț (Vanellus vanellus)
- reptile (1): Mauremys leprosa